# Myślibórz (gmina)
Pour les articles homonymes, voir Myślibórz (homonymie).
Myślibórz est une gmina mixte du powiat de Myślibórz, Poméranie occidentale, dans le nord-ouest de la Pologne. Son siège est la ville de Myślibórz, qui se situe environ 57 km au sud de la capitale régionale Szczecin.
La gmina couvre une superficie de 328,33 km2 pour une population d'environ  19 702 habitants en 2019.

## Géographie
Outre la ville de Myślibórz, la gmina inclut les villages de Bierzwnik, Bucznik, Chełmsko, Chłopówko, Chłopowo, Czeczewo, Czerników, Czółnów, Czyżykowo, Dąbrowa (village), Dąbrowa, Dalsze, Derczewo, Dzieżgów, Głazów, Golczew, Golenice, Golenicki Młyn, Gryżyno, Grządziele, Iłowo, Janno, Jarużyn, Jezierzyce, Jeziorzyce, Kierzków, Klicko, Kolonia Myśliborzyce, Kostno, Krężel, Krusze, Kruszwin, Ławy, Lichoca, Lipie, Listomie, Mączlino, Mirawno, Myśliborzyce, Nawojczyn, Nawrocko, Niesłusz, Odolanów, Osmolino, Otanów, Pacynowo, Płośno, Pluty, Pniów, Podławie, Podłążek, Prądnik, Przymiarki, Pszczelnik, Renice, Rokicienko, Rościn, Rościnko, Rów, Sądkowo, Sicienko, Sitno, Sobienice, Straszyn, Strzelnik, Sulimierz, Szypuły, Tarnowo, Tchórzynek, Turzyniec, Utonie, Wierzbnica, Wierzbówek, Wrzelewo, Wydmuchy, Zarzecze, Zgnilec et Zgoda.
La gmina borde les gminy de Banie, Barlinek, Dębno, Kozielice, Lipiany, Lubiszyn, Nowogródek Pomorski, Pyrzyce et Trzcińsko-Zdrój.